# Río Coluco
El río Coluco es un curso natural de agua que fluye en la isla de Chiloé, en la Región de Los Lagos de Chile.

## Trayecto
El río nace en las estribaciones orientales de la cordillera del Piuchén: 28  y fluye hacia el norte hasta alcanzar el lago Coluco que traspasa y sirve de emisario. En su confluencia con el río Butalcura forma el río Grande (Chepu) que a su vez se une al río Puntra para formar el río Chepu.

## Historia
Luis Risopatrón lo describe en su Diccionario Jeográfico de Chile: 240 
Coluco (Rio) 42° 15' 74° 00'. Caudaloso, nace en las faldas N del cerro Capitán Maldonado, corre hácia el N al través de un bosque espeso i se vácia en la laguna del mismo nombre, de la parte NW de la isla de Chiloé. 1, XXI, p. 152 i carta 69; i XXXI, carta 148; 126, 1904, p. 498; i 156.